# Nyoma fuscomaculata
Nyoma fuscomaculata är en skalbaggsart som först beskrevs av Stefan von Breuning 1971.  Nyoma fuscomaculata ingår i släktet Nyoma och familjen långhorningar.
Artens utbredningsområde är:
- Moçambique.
- Zimbabwe.

Inga underarter finns listade i Catalogue of Life.